# Raffaella Milanesi
Raffaella Milanesi (* v Římě) je italská sopranistka.
V roce 1997 ukončila studia na Accademia Nazionale di Santa Cecilia v Římě. Od té doby se představila v řadě operních rolí, spolupracuje mimo jiné se souborem Collegium 1704 a dirigentem Václavem Luksem. V roce 2013 spolu s nimi vystoupila ve Stavovském divadle v Praze v novodobé inscenaci opery Josefa Myslivečka Olympiáda v roli Mégacla. Specializuje se především na dílo Georga Friedricha Händela a další barokní autory.
Dále spolupracovala s řadou dirigentů: Mark Minkowski, Rinaldo Alessandrini, Andrea Marcon, Hervé Niquet a další a je hostem mnoha hudebních festivalů.